# Don Awrey
Donald William Awrey, dit Don Awrey  (né le 18 juillet 1943 à Kitchener en Ontario au Canada) est un joueur de hockey sur glace professionnel.

## Carrière de joueur
Il joue dans la Ligue nationale de hockey pour les Bruins de Boston, les Blues de Saint-Louis, les Canadiens de Montréal, les Penguins de Pittsburgh, les Rangers de New York et les Rockies du Colorado.
Il connaît une longue carrière de 1963 à 1979 au cours de laquelle il joue 969 parties. Il remporte la Coupe Stanley à deux reprises, en 1970 et 1972 avec les Bruins puis participe à la saison régulière avec les Canadiens en 1975-1976 mais, n'ayant joué aucun match des séries cette année-là, son nom n'est pas gravé sur la coupe lors de la victoire de Montréal.

## Statistiques
| Saison     | Équipe                  | Ligue      |     | Saison régulière | Saison régulière | Saison régulière | Saison régulière | Saison régulière |   | Séries éliminatoires | Séries éliminatoires | Séries éliminatoires | Séries éliminatoires | Séries éliminatoires |
| Saison     | Équipe                  | Ligue      | PJ  | B                | A                | Pts              | Pun              | PJ               | B | A                    | Pts                  | Pun                  |                      |                      |
| 1960-1961  | Niagara Falls Flyers    | AHO        | 3   | 0                | 0                | 0                | 0                | -                | - | -                    | -                    | -                    |                      |                      |
| 1961-1962  | Niagara Falls Flyers    | AHO        | 41  | 6                | 12               | 18               | 0                | -                | - | -                    | -                    | -                    |                      |                      |
| 1962-1963  | Niagara Falls Flyers    | AHO        | 50  | 7                | 23               | 30               | 111              | 9                | 4 | 9                    | 13                   | 29                   |                      |                      |
| 1963-1964  | Bruins de Boston        | LNH        | 16  | 1                | 0                | 1                | 4                | -                | - | -                    | -                    | -                    |                      |                      |
| 1963-1964  | Bruins de Minneapolis   | LCPH       | 54  | 4                | 15               | 19               | 136              | 5                | 0 | 0                    | 0                    | 9                    |                      |                      |
| 1964-1965  | Bears de Hershey        | LAH        | 13  | 4                | 2                | 6                | 2                | 15               | 0 | 1                    | 1                    | 29                   |                      |                      |
| 1964-1965  | Bruins de Boston        | LNH        | 47  | 2                | 3                | 5                | 41               | -                | - | -                    | -                    | -                    |                      |                      |
| 1965-1966  | Bruins de Boston        | LNH        | 70  | 4                | 3                | 7                | 74               | -                | - | -                    | -                    | -                    |                      |                      |
| 1966-1967  | Bears de Hershey        | LAH        | 63  | 1                | 13               | 14               | 153              | 5                | 0 | 0                    | 0                    | 19                   |                      |                      |
| 1966-1967  | Bruins de Boston        | LNH        | 4   | 1                | 0                | 1                | 6                | -                | - | -                    | -                    | -                    |                      |                      |
| 1967-1968  | Bruins de Boston        | LNH        | 74  | 3                | 12               | 15               | 150              | 4                | 0 | 1                    | 1                    | 4                    |                      |                      |
| 1968-1969  | Bruins de Boston        | LNH        | 73  | 0                | 13               | 13               | 149              | 10               | 0 | 1                    | 1                    | 28                   |                      |                      |
| 1969-1970  | Bruins de Boston        | LNH        | 63  | 3                | 10               | 13               | 120              | 14               | 0 | 5                    | 5                    | 32                   |                      |                      |
| 1970-1971  | Bruins de Boston        | LNH        | 74  | 4                | 21               | 25               | 141              | 7                | 0 | 0                    | 0                    | 17                   |                      |                      |
| 1971-1972  | Bruins de Boston        | LNH        | 34  | 1                | 8                | 9                | 52               | 15               | 0 | 4                    | 4                    | 45                   |                      |                      |
| 1971-1972  | Braves de Boston        | LAH        | 5   | 0                | 1                | 1                | 8                | -                | - | -                    | -                    | -                    |                      |                      |
| 1972-1973  | Bruins de Boston        | LNH        | 78  | 2                | 17               | 19               | 90               | 4                | 0 | 0                    | 0                    | 6                    |                      |                      |
| 1973-1974  | Blues de Saint-Louis    | LNH        | 75  | 5                | 16               | 21               | 51               | -                | - | -                    | -                    | -                    |                      |                      |
| 1974-1975  | Blues de Saint-Louis    | LNH        | 20  | 0                | 8                | 8                | 4                | -                | - | -                    | -                    | -                    |                      |                      |
| 1974-1975  | Canadiens de Montréal   | LNH        | 56  | 1                | 11               | 12               | 58               | 11               | 0 | 6                    | 6                    | 12                   |                      |                      |
| 1975-1976  | Canadiens de Montréal   | LNH        | 72  | 0                | 12               | 12               | 29               | -                | - | -                    | -                    | -                    |                      |                      |
| 1976-1977  | Penguins de Pittsburgh  | LNH        | 79  | 1                | 12               | 13               | 40               | 3                | 0 | 1                    | 1                    | 0                    |                      |                      |
| 1977-1978  | Rangers de New York     | LNH        | 78  | 2                | 8                | 10               | 38               | 3                | 0 | 0                    | 0                    | 6                    |                      |                      |
| 1978-1979  | Nighthawks de New Haven | LAH        | 6   | 2                | 1                | 3                | 6                | -                | - | -                    | -                    | -                    |                      |                      |
| 1978-1979  | Rockies du Colorado     | LNH        | 56  | 1                | 4                | 5                | 18               | -                | - | -                    | -                    | -                    |                      |                      |
| Totaux LNH | Totaux LNH              | Totaux LNH | 969 | 31               | 158              | 189              | 1 065            | 71               | 0 | 18                   | 18                   | 150                  |                      |                      |

## Transactions en carrière
- Le 5 octobre 1973 : Échangé au Blues de Saint-Louis par les Bruins de Boston en retour de Jake Rathwell un choix de 2e ronde des Blues de Saint-Louis au repêchage de 1974 (qui sélectionnent Mark Howe) et avec une compensation financière.

- Le 28 novembre 1974 : Échangé au Canadiens de Montréal par les Blues de Saint-Louis en retour de Chuck Lefley.

- Le 11 août 1976 : Échangé au Penguins de Pittsburgh par les Canadiens de Montréal en retour d'un choix de 3e ronde au repêchage de 1978 des Penguins de Pittsburgh (les Canadiens sélectionnent Richard David).

le 1er octobre 1977 : Droits cédés au Capitals de Washington par les Penguins de Pittsburgh en retour de Bob Paradise.
- Le 4 octobre 1977 : Signe avec les Rangers de New York comme joueur autonome.

- En novembre 1978 : Droits vendus au Rockies du Colorado par les Rangers de New York.